# Ascending and Descending
Ascending and Descending je litografie od M. C. Eshera. Na litografii jsou dvě řady mužů, kteří jdou po nekonečném schodišti. Je zde vytvořen optický paradox. Esher se inspiroval u Lionela Penrouse a optických paradoxů známých jako Penroseovy schody a Penroseův trojúhelník.

## V populární kultuře
- Simpsonovi
  - Síla talentu 2. řada 18. díl
  - Speciální čarodějnický díl IV – Dům plný hrůzy 5. díl 5. řady
- Vražedná čísla 4. řada 18. díl
- Family Guy
- Počátek – ve snu zde chodí po schodišti